# Afritz am See
Afritz am See (fino al 2000 Afritz) è un comune austriaco di 1 432 abitanti nel distretto di Villach-Land, in Carinzia. Nel 1973 fu soppresso e unito a Feld am See per formare il nuovo comune di Feld am See-Afritz, ma nel 1991 i due comuni riacquistarono la loro autonomia.

## Geografia antropica

### Suddivisioni amministrative
Il territorio comprende 11 località:
- Afritz (319)
- Afritz am See (19)
- Berg ob Afritz (108)
- Gassen (100)
- Kraa (278)
- Lierzberg (170)
- Möderboden (0)
- Scherzboden (335)
- Tassach (17)
- Tauchenberg (17)
- Tobitsch (87)